# Cher turnéinak listája
| Év   | Cím                             | Felvétel              |
| ---- | ------------------------------- | --------------------- |
| 1979 | Take Me Home Tour               | Nincs felvétel        |
| 1989 | Heart of Stone Tour             | DVD, VHS              |
| 1991 | Love Hurts Tour                 | Bejelentésre vár, DVD |
| 1999 | Do you Believe? Tour            | DVD, VHS              |
| 2002 | Living Proof: The Farewell Tour | DVD, VHS, CD          |

## Mini turnék
| Év   | Cím                           | Felvétel       |
| ---- | ----------------------------- | -------------- |
| 1978 | Two the Hard Way Tour         | Nincs felvétel |
| 1980 | The Black Rose Show           | Nincs felvétel |
| 1996 | It's a Man's World Promo Tour | Nincs felvétel |

## Koncertek, koncertturnék, koncertfilmek
| Év   | Cím                              | Felvétel                     |
| ---- | -------------------------------- | ---------------------------- |
| 1980 | Live in Montecarlo               | Nincs felvétel               |
| 1983 | A Celebration at Caesar's Palace | Nincs felvétel               |
| 1992 | Extravaganza Live At The Mirage  | Eagle Rock Entertainment DVD |
| 1999 | Live in Concert                  | HBO Home Video DVD           |
| 2003 | The Farewell Tour                | Image Entertainment DVD      |
| 2008 | Cher at the Colosseum            | Még nincs felvétel           |